# HKPD Tomislav Golubinci
Hrvatsko kulturno-prosvjetno društvo „Tomislav“ je kulturno-prosvjetno društvo Hrvata iz Golubinaca.

## Djelatnost
HKPD Tomislav se bavi razvijanjem i njegovanjem kulture, kulturne tradicije i običaja Hrvata, kao i drugih naroda u Srijemu, Vojvodini, Republici Srbiji i šire, osobito u području glazbe, folklora, likovne umjetnosti, dramsko-recitatorske umjetnosti, rukotvorina i dr. 
Redovno sudjeluje na manifestacijama Djeca su ukras svijeta, Divan je kićeni Srijem i dr.

## Povijest
Utemeljeno je 2002. godine. Današnje vodstvo su predsjednik Vlatko Ćaćić, dopredsjednik 
Miša Valok i tajnik Ivan Radoš. Danas okuplja 200 članova.

## Sekcije
Društvo ima pet sekcija. Anica Ćaćić vodi folklornu sekciju od 80 članova, Vlada Ćaćić dramsko-recitatorsku sekcija od 15 članova, Ivica Žarković glazbeno-tamburašku sekciju od 25 članova. Laza Jovanović vodi mlađi tamburaški orkestar. Športsko-malonogometna sekcija ima 15 članova, a Aktiv žena – 14 članova.

## Manifestacije
HKPD Tomislav tijekom veljače organizira maskembal Golubinačke mačkare, manifestaciju od regionalne važnosti. U prosincu organizira svoj Godišnji koncert HKPD Tomislav, manifestaciju od općinske važnosti. U rujnu organizira manifestaciju od općinske važnosti Večeri i noći Ilije Žarkovića, posvećenu svom poznatom članu Iliji Žarkoviću. 
Na dan zaštitnika župe sv. Jurja organizira manifestaciju kojom se obilježava dan ovog sveca, a manifestacije je lokalnog značaja.
Dana 25. lipnja 2005. HKPD Tomislav bio je domaćinom susreta pučkih pjesnika Lira naiva.
14. svibnja 2011. organizirali su malonogometni turnir hrvatskih udruga u Srbiji.

## Vanjske poveznice
- Facebook, Golubinačke Mačkare
- Golubinci Mačkare, YouTube
- Koncert HKPD-a »Tomislav« iz Golubinaca: Užitak u pjesmi i plesu , Hrvatska riječ 27. prosinca 2011.  Arhivirana inačica izvorne stranice od 4. ožujka 2016. (Wayback Machine)
- Golubinci Mačkare 2012., RTV Stara Pazova
- Mačkare obeležile vikend u Golubincima, Radio Televizija Vojvodine, 3. ožujka 2014.
- Vesnik proleća - golubinačke Mačkare , Radio Televizija Vojvodine, 6. ožujka 2011.